# Перегудов, Феликс Иванович
Фе́ликс Ива́нович Перегу́дов (1931—1990) — советский государственный и партийный деятель.
Член Коммунистической партии с мая 1953 года. Доктор технических наук (1980). Профессор (1981).

## Биография
Окончил радиотехнический факультет Томского политехнического института (1953).
- 1953—1961 — в Томском политехническом институте: младший научный сотрудник, аспирант, ассистент, старший преподаватель.
- 1961—1966 — начальник специального конструкторского бюро.
- 1966—1970 — директор Томского радиотехнического завода.
- 1970—1981 — заместитель директора, директор НИИ автоматики и электромеханики при Томском институте автоматизированных систем управления и радиоэлектроники.
- 1981—1984 — ректор Томского института автоматизированных систем управления и радиоэлектроники.
- 1984—1985 — заместитель министра, первый заместитель министра высшего и среднего специального образования РСФСР.
- 1985—1988 — первый заместитель министра высшего и среднего специального образования СССР.
- С апреля 1988 — первый заместитель председателя Государственного комитета СССР по народному образованию, в ранге министра в 1988—1989 годах.

Скоропостижно скончался 20 декабря 1990 года в поезде «Москва-Ленинград». Похоронен на Троекуровском кладбище в Москве

## Награды
- Награждён орденом Трудового Красного Знамени и двумя орденами «Знак Почёта», а также медалями.
- Лауреат Премии Совета Министров СССР

## Память
На главном корпусе Томского института автоматизированных систем управления и радиоэлектроники установлена мемориальная доска.